# اولادی لاهتینن
اولادی لاهتینن (انگلیسی: Olavi Lahtinen; ۵ ژانویهٔ ۱۹۲۹ – ۱۲ مهٔ ۱۹۶۵) بازیکن فوتبال اهل فنلاند بود.
وی همچنین در تیم ملی فوتبال فنلاند بازی کرده‌است.